# 真崎駅 (福岡県)
真崎駅（まさきえき）は、かつて福岡県田川郡川崎町真崎に設置されていた、九州旅客鉄道（JR九州）上山田線の駅である。上山田線の廃止に伴い、1988年（昭和63年）9月1日に廃駅となった。

## 歴史
- 1966年（昭和41年）3月10日：日本国有鉄道（国鉄）の上山田線の駅として開業[1]。
- 1974年（昭和49年）3月5日：荷物扱い廃止[2]。有人駅（職員配置駅）から無人駅へ変更[3]。
- 1987年（昭和62年）4月1日：国鉄分割民営化により、JR九州に承継される[1]。
- 1988年（昭和63年）9月1日：上山田線の全線廃止に伴い、廃駅となる[1]。

## 駅構造
単式ホーム1面1線を有する地上駅。コンクリート造りの駅舎を併設する有人駅として開業したが、後に無人駅となった。

## 駅周辺
- 藤江氏魚楽園
- 淡島神社
- 川崎町立真崎小学校
- 安真木郵便局
- 福岡県道67号田川桑野線

かつては田川ラジウムランド（後の「英彦山湯〜遊〜共和国」）があったが、同施設は閉鎖している。

## 現状
ホームの一部が残り、記念碑が設置されている。ホームに隣接して、JAたがわが運営する川崎町農産物直売所「De・愛」が開設された。

## 隣の駅
九州旅客鉄道（JR九州）
上山田線
熊ヶ畑駅 - 真崎駅 - 東川崎駅

### 「まさき」と読む他の駅
- 真崎駅 (茨城県) - かつて村松軌道村松軌道線（廃線）にあった駅（1933年廃止）
- 松前駅 - 伊予鉄道郡中線の駅
- 真幸駅 - JR九州肥薩線の駅